# Alberto Grimaldi
Pour les articles homonymes, voir Grimaldi (homonymie).
Alberto Grimaldi, né le 28 mars 1925 à Naples et mort le 23 janvier 2021 à Miami, est un producteur de cinéma italien.

## Biographie
Alberto Grimaldi produit des films (italiens ou coproductions) à partir de 1962, principalement par l'intermédiaire de la société de production qu'il fonde en 1961, Produzioni Europee Associati (PEA), et notamment des réalisations de Federico Fellini, Bernardo Bertolucci ou Pier Paolo Pasolini, ainsi que de nombreux westerns dits « spaghetti » (dont la désormais classique « trilogie du dollar » de Sergio Leone, avec Clint Eastwood, ou encore la « trilogie Sabata » de Gianfranco Parolini) — voir filmographie ci-dessous —. Son dernier film comme producteur, à ce jour (si l'on excepte un court métrage en 2003), est Gangs of New York de Martin Scorsese, sorti en 2002.

## Filmographie
- 1962 : L'Ombre de Zorro (L'ombra di Zorro) de Joaquín Luis Romero Marchent
- 1963 : Pour un whisky de plus (Cavalca e uccidi) de José Luis Borau et Mario Caiano
- 1964 : Pour une poignée de dollars (Per un pugno di dollari) de Sergio Leone
- 1965 : Et pour quelques dollars de plus (Per qualche dollaro in più) de Sergio Leone
- 1966 : Un certain Monsieur Bingo (Requiem per un agente segreto) de Sergio Sollima
- 1966 : Cent mille dollars pour Lassiter (100.000 dollari per Lassiter) de Joaquín Luis Romero Marchent
- 1966 : Le Bon, la Brute et le Truand (Il buono, il brutto, il cattivo) de Sergio Leone
- 1966 : Colorado (La resa dei conti) de Sergio Sollima
- 1967 :  Et si on faisait l'amour ? (Scusi, facciamo l'amore ?) de Vittorio Caprioli
- 1967 : Les Chiens verts du désert (Attentato ai tre grandi) d'Umberto Lenzi
- 1967 : Le Dernier face à face (Faccia a faccia) de Sergio Sollima
- 1967 : Un coin tranquille à la campagne (Un tranquillo posto di campagna) d'Elio Petri
- 1967 : Les Chiens verts du désert (Attentato ai tre grandi) d'Umberto Lenzi
- 1968 : Histoires extraordinaires, film à sketches, segment Toby Damnit de Federico Fellini
- 1968 : La Chamade d'Alain Cavalier
- 1968 : El Mercenario (Il mercenario) de Sergio Corbucci
- 1968 : Les Amours de Lady Hamilton (Le calde notti di Lady Hamilton) de Christian-Jaque
- 1969 : La Femme écarlate de Jean Valère
- 1969 : Sabata (Ehi amico... c'è Sabata, hai chiuso !) de Gianfranco Parolini
- 1969 : Satyricon (Fellini - Satyricon) de Federico Fellini
- 1969 : Queimada de Gillo Pontecorvo
- 1970 : Le Voyou de Claude Lelouch
- 1970 : Adios Sabata (Indio Black, sai che ti dico : Sei un gran figlio di...) de Gianfranco Parolini
- 1971 : Le Décaméron (Il decameron) de Pier Paolo Pasolini
- 1971 : Trastevere de Fausto Tozzi
- 1971 : Le Retour de Sabata (È tornato Sabata... hai chiuso un'altra volta) de Gianfranco Parolini
- 1972 : Le Dernier Tango à Paris (Last Tango in Paris) de Bernardo Bertolucci
- 1972 : L'Homme de la Manche (Man of La Mancha) d'Arthur Hiller
- 1972 : Les Contes de Canterbury (I racconti di Canterbury) de Pier Paolo Pasolini
- 1972 : Et maintenant, on l'appelle El Magnifico (E poi lo chiamarono il magnifico) d'Enzo Barboni
- 1973 : Histoires scélérates (Storie scellerate) de Sergio Citti
- 1974 : Les Mille et Une Nuits (Il fiore delle mille e una notte) de Pier Paolo Pasolini
- 1975 : Dallas de Juan Bosch
- 1976 : 1900 (Novecento) de Bernardo Bertolucci
- 1976 : Cadavres exquis (Cadaveri eccellenti) de Francesco Rosi
- 1976 : Le Casanova de Fellini (Il Casanova di Federico Fellini) de Federico Fellini
- 1976 : Trauma de Dan Curtis
- 1976 : Salò ou les 120 Journées de Sodome (Salò o le 120 giornate di Sodoma) de Pier Paolo Pasolini
- 1978 : Voyage avec Anita (Viaggio con Anita) de Mario Monicelli
- 1980 : Corse e pedicuore de Mario Garriba
- 1986 : Ginger et Fred (Ginger e Fred) de Federico Fellini
- 2002 : Gangs of New York de Martin Scorsese